# 沃尔夫冈·彼得斯
沃尔夫冈·彼得斯（德語：Wolfgang Peters，1929年1月8日—2003年9月22日），德国男子足球运动员，场上位置是前锋。他曾代表西德国家队参加1958年国际足联世界杯，结果队伍获得第四名。